# Leucophora earina
Leucophora earina är en tvåvingeart som beskrevs av Griffiths 1996. Leucophora earina ingår i släktet Leucophora och familjen blomsterflugor.
Artens utbredningsområde är Kalifornien. Inga underarter finns listade i Catalogue of Life.